# Jelajah Malaysia
De Jelajah Malaysia is een meerdaagse wielerwedstrijd die jaarlijks wordt gehouden in Maleisië en sinds 2007 deel uitmaakt van de UCI Asia Tour.
De Jelajah Malaysia werd voor het eerst gehouden in 1963 en is daarmee de oudste wielerwedstrijd van Maleisië, ouder bijvoorbeeld dan de Ronde van Langkawi die pas sinds 1996 wordt gehouden. De Jelajah Malaysia is echter niet elk jaar georganiseerd. Zo werd de ronde in 2006 verschoven naar begin 2007, zodat het deel kon uitmaken van het Visit Malaysia Year. In 2005 werd de wedstrijd niet georganiseerd. De Jelajah Malaysia staat als een 2.2-wedstrijd gecategoriseerd.

## Lijst van winnaars sinds 1999

### Overwinningen per land
| Overwinningen | Land                                                                                                   |
| ------------- | --- |
| 3             | Iran                                                                                                   |
| 2             | Ierland, Maleisië                                                                                      |
| 1             | Australië, Zwitserland, Duitsland, Indonesië, Italië, Japan, Oezbekistan, Tunesië, Spanje, Zuid-Afrika |

2005 · 
2006 · 
2007 · 
2008 · 
2009 · 
2010 · 
2011 · 
2012 · 
2013 · 
2014 ·
2015 ·
2016 ·
2017 ·
2018 ·
2019 ·
2020 ·
2021 ·
2022 ·
2023 · 
2024 · 
2025
Belangrijkste wedstrijden

Ronde van Hainan · Japan Cup · Ronde van Sharjah · Ronde van het Taihu-meer · Ronde van Fuzhou · Ronde van Dubai · Ronde van Qatar · Ronde van Oman · Ronde van Langkawi · Ronde van Taiwan · Ronde van Iran · Ronde van Japan · Ronde van Korea · Ronde van het Qinghaimeer · Ronde van China I · Ronde van China II · Ronde van Almaty